# Филбин, Мэри
Мэ́ри Лоретта Фи́лбин (англ. Mary Loretta Philbin; 16 июля 1902 — 7 мая 1993) — американская актриса немого кино. Её наиболее известными работами являются классические фильмы ужасов «Призрак Оперы» (1925) и «Человек, который смеётся» (1928), в которых выступала в амплуа Красавицы для Чудовища, а также романтический фильм: " Люби меня и весь мир мой ". (1927).

## Биография
Актриса родилась в Чикаго 16 июля 1902 года. Она была единственным ребёнком в семье Джона и Мэри Филбин, ирландцев по происхождению. Родители имигрировалли в Соединённые Штаты Америки из Ирландского города, Баллинроб, за два года до рождения дочери. В юности брала уроки танцев и игры на пианино. Её подругой была Карла Леммле, будущая актриса и племянница режиссёра Карла Леммле, основателя кинокомпании Universal Studios. Именно благодаря её протекции актриса получила роль в немом фильме 1921 года " Красная храбрость ", который в настоящий момент утерян. 1919 году Мэри победила на конкурсе красоты, главным призом в котором была роль в фильме Эриха фон Штрогейма " Pinnacle ". Однако её родители поначалу отказывались отпустить шестнадцатилетнюю дочь в Лос-Анджелес, где проходили съёмки, и пока Мэри улаживала этот вопрос, её роль досталась другой актрисе. Однако позже актрисе все же удалось подписать контракт с этой студией.
Тем не менее, благодаря протекции Карлы, которая представила подругу своему дяде и Ирвингу Тальбергу, Мэри всё-таки попала в кино. Её кинодебютом стала небольшая роль в мелодраме 1921 года «Прокладывая путь». В том же году она появилась ещё в пяти фильмах и в одном из них — мелодраме о влюблённых, попавших в шторм, под названием «Впереди опасность» — исполнила главную роль Тресси Харлоу.
Карьера Мэри начала быстро развиваться. В 1922 году она вошла в список WAMPAS Baby Stars, куда ежегодно избирались тринадцать многообещающих молодых актрис, и, начиная с 1923 года стала всё чаще получать ведущие роли («Карусель» Эриха фон Штрогейма, «Храм Венеры», «Роза Парижа» и др.). В 1925 году, будучи на пике карьеры, она снялась в фильме ужасов «Призрак оперы», сыграв певицу Кристину, которую преследует призрак, персонаж Лона Чейни. Затем последовала главная роль Стеллы Марис в драме «Звезда морей», ремейке одноимённого фильма 1918 года с Мэри Пикфорд.
Самым большим кинематографическим прорывом в карьере актрисы многие критики считают фильм «Барабаны любви».
В тот же период у актрисы начался роман с Полом Кёнером, работавшим на Universal Studios (впоследствии он спродюсировал два её фильма). Они встречались три года и планировали пожениться, однако из-за того, что семья актрисы была против этого брака — Кёнер был евреем, и поэтому его будущая жена должна была принять иудаизм, — Мэри была вынуждена расстаться с ним. Разрыв стал для неё большим ударом, и она так никогда и не вышла замуж. Бывший возлюбленный актрисы женился на другой, но при этом не переставал её любить, после трагической гибели мужчины в его доме нашли романтическую переписку с Мэри, которую тот сохранил.
В 1928 году Филбин снялась в паре с немецким актёром Конрадом Фейдтом в экранизации романа Виктора Гюго — драме «Человек, который смеётся». В 1929 году она дебютировала в звуковом кино и выпустила три фильма (кроме того, в угоду новомодному течению была озвучена и выпущена в прокат её предыдущая работа «Призрак Оперы»). С завершением эпохи немого кино угасла и карьера актрисы. Она снялась в нескольких звуковых фильмах, но ушла из профессии через десять лет после её начала, в 1931 году.
После завершения кинематографической карьеры персона актрисы все ещё вызывала интерес у публики. Она редко появлялась на светских мероприятиях. Последним официальным выходом стала премьера мюзикла Эндрю Ллойда Уэббера.
Мэри уехала из Голливуда и вернулась к родителям. Она умерла 7 мая 1993 года от пневмонии в возрасте девяноста лет. Актриса обитала в одиночестве под крышей дома в Хантингтон-Бич, Калифорния.
Карьера девушки продлилась всего десять лет, но Мэри Филбин вошла в историю как одна из лучших актрис студии Universal.

## Фильмография
| Год  | На русском                       | На языке оригинала            | Роль                |
| ---- | -------------------------------- | ----------------------------- | ------------------- |
| 1931 | После тумана                     | After the Fog                 | Фейт Баркер         |
| 1930 | Шэнноны с Бродвея                | The Shannons of Broadway      | Тесси Суонзи        |
| 1929 | Порт сновидений                  | Port of Dreams                | Джоан               |
| 1928 | Человек, который смеётся         | The Man Who Laughs            | Ди                  |
| 1928 | Барабаны любви                   | Drums of Love                 | Принцесса Эммануэла |
| 1928 | Романы Ханнерель                 | The Affairs of Hannerl        | Ханнерель           |
| 1927 | Люби меня, и мир — мой           | Love Me and the World Is Mine | Ханнерель           |
| 1927 | Последнее представление          | The Last Performance          | Джули               |
| 1927 | Капитуляция                      | Surrender                     | Ли Лайон            |
| 1925 | Звезда морей                     | Stella Maris                  | Стелла Марис        |
| 1925 | Призрак Оперы                    | The Phantom of the Opera      | Кристина            |
| 1925 | Модели с Пятой авеню             | Fifth Avenue Models           | Изоэль Людант       |
| 1924 | Роза Парижа                      | The Rose of Paris             | Митци               |
| 1924 | Девушка — веселушка              | The Gaiety Girl               | Ирен Тюдор          |
| 1924 | Шоссе дураков                    | Fools' Highway                | Мейми Роуз          |
| 1923 | Любитель острых ощущений         | The Thrill Chaser             | Камео               |
| 1923 | Храм Венеры                      | The Temple of Venus           | Мойра               |
| 1923 | Возраст желания                  | The Age of Desire             | Марджи              |
| 1923 | Где же этот Запад?               | Where Is This West?           | Салли Саммерс       |
| 1923 | Карусель                         | Merry-Go-Round                | Агнес Урбан         |
| 1923 | Пенрод и Сэм                     | Penrod and Sam                | Маргарет Шефилд     |
| 1922 | Каждому мальчику только один раз | Once to Every Boy             | Девушка             |
| 1922 | Его первая работа                | His First Job                 | Возлюбленная        |
| 1922 | Людские сердца                   | Human Hearts                  | Рут                 |
| 1922 | Актёр                            | The Trouper                   | Мэри Ли             |
| 1922 | Глупые жёны                      | Foolish Wives                 | Эпизодическая роль  |
| 1921 | Фальшивые поцелуи                | False Kisses                  | Мэри                |
| 1921 | Надёжное пламя                   | Sure Fire                     | Девушка             |
| 1921 | Алая отвага                      | Red Courage                   | Элиза Фэй           |
| 1921 | Двенадцать часов на жизнь        | Twelve Hours to Live          | Девушка             |
| 1921 | Впереди опасность                | Danger Ahead                  | Тресси Харлоу       |
| 1921 | Прокладывая путь                 | The Blazing Trail             | Талити Милликадди   |